# IPアドレス枯渇問題

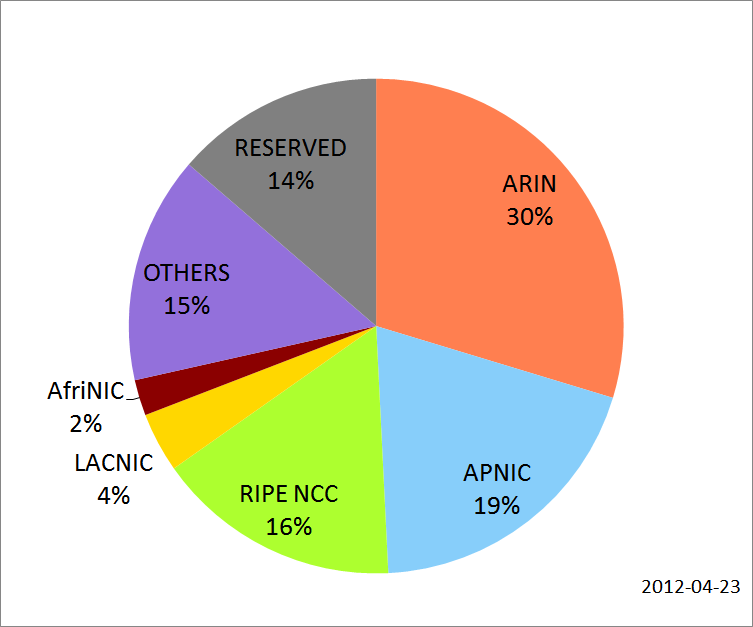
IPv4アドレスの割り当て状況（2012年4月23日現在）
ARIN: 一部北米、カリブ海、大西洋、南極大陸周辺
APNIC: 東部および南部アジア、太平洋エリア
RIPE NCC: ヨーロッパ、中東、中央アジア
LACNIC: ラテンアメリカ、カリブ海沿岸地域
AFRINIC: アフリカ地域
その他: RIRが保有しているが下位に誰も割り振りされていない、あるいはIANAから企業へ直接付与されるなどRIR外のアドレス
予約アドレス: ローカルアドレス、マルチキャスト、将来のために予約され未使用のアドレス 未割当

IPアドレス枯渇問題（アイピーアドレスこかつもんだい）とはインターネットの発展に伴い浮上してきた問題で、2019年現在広く使用されているIPv4という通信プロトコルにおいて、新規に配布するIPv4アドレスがほぼ枯渇している事態を指す。インターネット上のノードはIPアドレスによって一意に区別される。
IANA (Internet Assigned Numbers Authority) の管理するIPv4アドレスは2011年2月3日に枯渇した。現在は、RIR（地域インターネットレジストリ）が管理する在庫を割り振っている状態である。各RIRの最後の1ブロックは、IPv6への接続性の確保や既存のインターネット接続を維持する目的で、限定された条件で割り振られるので、自由には取得できない。2011年4月15日には、他のRIRに先駆けて、APNICのIPv4アドレスの在庫が/8ブロック換算で、1ブロック未満となり、アジア太平洋地域では、IPv4アドレスの在庫は事実上枯渇した。また2012年9月14日にはRIPE NCCでも最後の1ブロックからの割り当てが始まり、以降も/22や返却された予備のIPv4アドレスを割り振っていったが、2019年11月25日に全て枯渇した。ARINでは2015年9月24日に在庫が/10（/8の4分の1）を切り、枯渇した。

## 問題の発生
IPv4のプロトコルで通信を行うには、通信を行う送信元と受信先が、一意のIPv4のIPアドレスを割り当てられていることが前提となる。そのため、IPv4のIPアドレスが枯渇し、新規に割り当てることができなくなれば、新規にサーバーや端末などをネットワークに追加することができなくなる。これは、新規のユーザがインターネットに接続できなくなったり、インターネットでビジネスを行うために新しいサーバを設置できなかったりすることを意味する。
限定された通信だけを行うのであれば、ローカルなIPアドレスと、グローバルなIPアドレスを使い分けるNAPT（IPマスカレード）等の技術によって回避することが可能であるが、NAPTはインターネット上のサービスを指定するポート番号を他の目的に流用するやり方であり、ネットワーク上を流れるパケットを書き換える行為なのでセキュリティ上の問題がある。また、ネットワーク上でIPアドレスによって通信相手である相手のノードを一意に指定できないという問題は依然として残っている。
IPアドレス枯渇問題はインターネットが誕生した時から潜在的に存在していた。「32ビットのIPアドレスでは2の32乗=約43億のIPアドレスしか管理できない」という考えは将来に起こり得る問題として提起されはしたが、実際に深刻な問題としては取り組まれなかった。つまり、当時からIPアドレス枯渇問題を回避するための技術を用いることはできたが、もともとがアメリカ軍の軍用技術であったため、軍の使用に耐えるだけの数が確保されればよく、1980年代以前の考えでは、そこまでの民間での使用を想定していなかったのである。

## 問題の影響

### IPv4のIPアドレスの新規取得が困難
- 新規にインターネットサービスプロバイダ（プロバイダ、ISP）と契約してインターネットの接続回線を開いても、IPv4のグローバルアドレスを取得することが困難になり、サーバーを公開することができなくなる。
- IPv6のグローバルユニキャストアドレスを取得できれば、サーバーの公開自体はできるが、IPv4でのみアクセス可能なユーザからの参照が（後述の対応策を取らない限り）困難になる。

### ルーターに配付されるIPアドレスの種別変更
プロバイダから契約者へのルーターに配付されるIPアドレスの種別がグローバルアドレスから、ISP Shared Address (RFC 6598 100.64/10) または、プライベートアドレス (RFC 1918 10/8,172.16/12,192.168/16) になる場合がある。プロバイダによっては、グローバルアドレスを使用し続けるには、追加料金が発生する場合がある。IPアドレスの種別を変更するのは、限られた資源であるIPアドレス (IPv4) の個別ユーザへの配付をやめることにより、新規のサーバーにIPv4のIPアドレスを割り振ったり、将来の接続ユーザ数の増加に対応したりするためである。例えば、既にUQ WiMAXでは約款を修正し、IPv4のグローバルアドレスではなく、プライベートアドレスを配付することがあることを明示している。
場合によっては（ISP Shared Addressやプライベートアドレスを使いたくない場合）、IPv6を使わざるを得なくなる場合も生じうる。
これによって、次のような影響が生じる。
- ルーターの変更
  - ルーターに割り当てられるIPアドレスの種別が変更されることにより、ルーターの設定変更が必要になる。プロバイダによっては、IPv6対応のために、CPE (Customer Premises Equipment) を構成するルーターなどへの買い替え、または、接続用アプリケーションの新規追加が必要になる場合がある。
- アプリケーションの変更
  - 使用しているアプリケーションが使用できなくなる可能性がある。ルーターに割り当てられるIPアドレスの種別がグローバルアドレスであることを期待しているアプリケーションでは、ルーターのアドレス種別が変更されることにより、通信ができなくなって使用できなくなるアプリケーションがでてくる。UPnPなどによりNATによる影響を回避しているアプリケーションでは、IPアドレスの種別が変更され多段NAT構成（ラージスケールNAT）になった場合に、対応できない。特にP2Pにより、端末間で直接通信を行うタイプのアプリケーションについては、影響が大きい。
- WebサイトやWebアプリケーションの変更
  - IPv4でアクセスされることを前提にしているウェブサイトやWebアプリケーションでは、サーバーがIPv6でアクセス可能になった場合に、IPv6への対応が必要になる。具体的には、IPv4のIPアドレスでセッションの管理をしている場合に、単一のIPv4のIPアドレスで複数のユーザが同時にアクセスしている場合の対応や、IPv6でアクセスしている場合の対応が必要となる。
- 既存ユーザの既得権益の侵害
  - 現在、大きな制限もなくIPv4のIPアドレスを使用している既存ユーザにとって、IPアドレスの共有を強制されることは、既得権益の侵害としてうつる。現在は、実際にIPアドレスの共有を強制されるような計画が公開されていないため、問題視されていない。しかし、このような計画が発表されれば、既存ユーザの反発が予想され、賠償請求訴訟や計画の停止を求める訴訟問題に発展する可能性がある。

## 日本での対応
日本においては1990年代後半に起こった爆発的なインターネット接続の普及などもあり、プロバイダは接続者ごとに固定IPアドレスを振る本来的な方法ではなく、接続中だけいずれかのIPアドレスが振られる動的IPアドレス割当方式を採用した。そのため、一般ユーザーはサーバを公開することが難しくなり、固定IPアドレスサービスは多くのプロバイダで追加料金が課されるようになった。更にブロードバンドインターネット接続の先駆けとして登場したケーブルテレビインターネット接続では、ローカルIPアドレスしか割り当てない方式が一時主流となった。このような環境下ではウェブ閲覧、メール、FTPなどの特定の通信以外での使用は多くの場合厳しい。またJPNIC（日本ネットワークインフォメーションセンター）などが、アドレス空間の割り当てを審査するなど割り当て方法を厳格にし、無用な割り当てを行わないようにした。
2010年6月現在、国内のプロバイダはIPv4アドレス枯渇対応タスクフォースのアクションプランに添う形で、2011年4月にNTTが予定しているNGNのIPv6でのサービス開始をマイルストーンとして、IPv6によるインターネット接続サービスの提供を本格化しようとしている。ただし、既存のIPv4によるインターネット接続サービスを今後どのようにするかについては、プロバイダ毎に対応が異なり、不明な点が多い。総務省は、2010年4月に『ISPのIPv4アドレス在庫枯渇対応に関する情報開示ガイドライン』を公開した。このガイドラインに従って、日本国内におけるプロバイダ各社の対応については、インターネットプロバイダー協会（JAIPA）「ISPのIPv6対応について」でまとめられている。

### IPアドレスの枯渇期限の予測とこれまでの経緯
- 黎明期
  - 1981年9月にRFC 791として、現在のIPv4のもととなる仕様が公開される。基本的に、アメリカ合衆国国内の政府機関、軍関連施設、研究機関を中心にネットワークでつなぐことを前提としていたことと、当時のコンピュータの処理能力から、32bitのIPアドレスが採用される。この頃、IPアドレスの割り振りは、各組織にClass A (/8)、Class B (/16)、Class C (/24) などの単位で行っていた。
  - 1991年7月に「IPアドレスが不足する」という研究を受けてIETFが調査を開始した[9]。一部には、1990年代前半でClass B (/16) のIPアドレスが枯渇するとの予測もあった。
  - 1992年11月にRFC 1380という形で調査結果をまとめ、次世代ネットワークの議論が始まる。この議論によるIPアドレスを拡張する長期的な対策がIPv6である。
  - 1993年5月に、RFC 1466として、最後の「/8ブロック」（全IPv4アドレスの1/256）の5ブロックについては、世界に5つある地域インターネットレジストリ (AFRINIC、APNIC、ARIN、LACNIC、RIPE NCC) に各1ブロックを割り振るよう予約した。
  - 1994年3月 RFC 1597 としてプライベートアドレスを導入した。 これによりIPアドレスの枯渇を気にせずにLANでTCP/IPが使えるようになり、LANにおけるIPv4の利用が加速することになる。これと前後して、プライベートアドレスを使用するLANとグローバルアドレスを使用するWANとを使い分けるとともに、両者を接続して運用するための技術開発が進む。その議論の過程で生まれてきたのが、CIDR (RFC 4632)、NAT (RFC 2663) 、Proxy(プロキシ)などである。
- 揺籃期
  - 1990年代後半に入り、Windows 95の発売をきっかけとしたパソコンによるインターネットの利用や、携帯電話などの通信機器によるインターネット利用が増えるにしたがって、IPv4アドレス枯渇が単なる技術問題ではなく社会問題として認知されるようになった。
  - 2001年には、インターネットバブルといわれる急速なインターネット利用増加現象のため、2007年頃にIPアドレスが枯渇するとの予想が出された。しかし、2003年になると、インターネットバブルの崩壊とともにIPアドレスの需要が減少し、枯渇の見通しは2020年頃に修正された。この時期は経済状況によって、IPアドレスの枯渇時期予想が大きく変化していた。
  - エコノミストを中心に、一部でテスト運用が始まったIPv6の必要性や、IPアドレスの枯渇そのものを疑問視する声が盛んに出された時期でもある。
- 対策期
  - 2000年代後半になると、IANAの在庫が減少してきたことと、東アジア地域を中心とした安定した大規模な需要があることから、IPアドレスの枯渇時期の予想が行いやすくなってきた。
  - JPNICは、2004年から2008年にかけて、歴史的PI (Provider Independent) アドレスの割り振り先組織の明確化と、CIDRによる適切な規模でのIPアドレスの割り振りを目的に、割り当て済みのIPアドレスの整理と未使用IPアドレスの回収を実施した[10]。
  - 2006年4月に、JPNICはIPv4アドレス枯渇に向けた提言を公開した[11]。ここに取り上げられている4つのレポートによれば、2009年 - 2022年でIPv4アドレスが枯渇することになる。また、2006年12月に開催されたInternet Week 2006における第11回JPNICオープンポリシーミーティングプログラムのパネル討論会「IPv4アドレス枯渇への対応」では、近藤邦昭により「2006年12月時点で1670万個のIPアドレスを含むブロックが、残り52個」「2006年は9ブロックが消費された」「このペースなら2012〜2013年に枯渇する」との資料[12]が提示されている。
  - 2007年6月に、JPNICはIPv4アドレスの在庫枯渇状況とJPNICの取り組みについてを公開した。
  - この中で、地域インターネットレジストリの未分配IPv4アドレスの在庫が2010年には無くなると予測している。これを受けて、インターネットで利用するIPv4アドレスの枯渇期を乗り越えるために、対応策の検討を開始したと発表した。具体的には情報提供、利用ポリシーの見直しを行う。また、IPv6への移行を含む技術的方法論の検討、ビジネスへの影響を調査する検討会を開始する[13]。
  - なお、日本国内では、IPアドレス枯渇対策のため、2008年9月5日にIPv4アドレス枯渇対応タスクフォースを設立している。
  - 2009年8月時点で、未使用のIPv4アドレスが約5億、年間約2億減っているので、2011年頃に枯渇すると報道された[14]。2010年1月時点IPv4アドレスIANA在庫が10%を切り[15]、同年11月末時点IANAの未割り振りの/8のIPv4アドレスは残り7ブロック、総アドレス数に占める割合は約2.7%となった[16][17][18]。
- 枯渇期
  - 2011年1月31日、APNICに「/8ブロック」が2つ割り当てられた[19][20][21]。2011年2月3日、未割り振りの「/8ブロック」である最後の5ブロックが、世界に5つある地域インターネットレジストリにそれぞれ割り振られ、IANAが持つ在庫が枯渇した[22][23][24]。
  - 2011年3月1日、旧クラスB, RIR分配以前の旧クラスCアドレス領域で、RIR体制以降、分配を凍結していたVarious Registries領域といわれるIPアドレスの領域を各RIRに分配した。分配した量は、1つのRIRにつき、/8ブロック換算で約1.5ブロックである。
  - 地域インターネットレジストリが持つ在庫の枯渇については、地域ごとに需要が異なるため、それぞれ在庫の枯渇時期が異なる。最も早く地域インターネットレジストリが持つ在庫の枯渇するのは、IPアドレスの消費動向から、APNICと予測されていた。
  - 2011年4月15日、APNICのIPv4のIPアドレスの在庫は/8ブロック換算で、1.0ブロックになった[25]。
  - RIRでは、在庫が1ブロック未満になると枯渇したとみなし、IPアドレスの割り振りを制限することになっている。APNICでは、他のRIRに先駆けて、この最後の1ブロックに達してしまった。今後、APNICにおいては、1会員あたり最大/22ブロック換算で1つのみ、IPv6への接続性の確保や既存のインターネット接続を維持する目的でIPv4のIPアドレスを割り振るのみになる。
  - 日本を担当するJPNICは、独自にIPアドレスの在庫を持たず、必要に応じてAPNICの在庫から割り当てを行っているため、APNICが持つIPアドレスの在庫が枯渇すれば、IPアドレスの割り振りができなくなる[26]。
  - 地域インターネットレジストリが持つ在庫の枯渇と前後して発生するのが、ISPやデータセンターにおけるIPアドレスの枯渇である。実際には、IPアドレスの取得申請時に18か月先までの需要予測を根拠に申請しているため、すぐに問題になることはない。これまでは、ユーザ数の増加やサーバの増加に伴って、ISPやデータセンターは計画的にIPアドレスを地域インターネットレジストリから取得してきた。これからは、IPv4アドレスの供給元の在庫が枯渇するため、新規にIPv4のIPアドレスをユーザに提供できなくなる。
  - 2012年4月、RFC 6598としてISP Shared AddressにARINから100.64.0.0/10が割り当てられる。今後、Carrier-Grade NAT (CGN) の導入が加速すると推測される。
  - 2012年7月末頃、RIPE-NCC（ヨーロッパ、中東、中央アジア地域）のIPv4アドレス在庫が枯渇すると予想されていた。他の地域については、ARIN（北米、及びカリブ海地域と北大西洋地域）が2013年前半、LACNIC（ラテンアメリカ及びカリブ海地域）が2014年前半、AFRINIC（アフリカ地域）が2014年後半に、それぞれ在庫が枯渇すると予想される。
  - 2012年9月14日、RIPE-NCCにおいて/8のIPアドレスが枯渇し[27]、以降は/22や返却された予備のIPv4アドレスを割り振り[5]。
  - 2014年4月23日、ARINのIPv4アドレス在庫が/8ブロック換算で、1.0ブロックになった[28][29]。
  - 2014年5月20日、LACNICのIPv4アドレス在庫が/9ブロック換算で、1.0ブロックになったことを受け、 IANAに既に返却済みのIPv4アドレスを各RIRに再度割り振る見通しになった[30]。
  - 2017年2月15日 LACNICのIPv4アドレス在庫が/11ブロック以下となり、AFRINICを除く4つのRIRでIPv4アドレス在庫枯渇の最終段階になった[31]。
  - 2019年11月25日、RIPE-NCCにおいて全てのIPアドレスが枯渇[5]。

### 126.0.0.0/8分配事件
2005年2月、JANOGのメーリングリストで126.0.0.0/8（126.0.0.0 - 126.255.255.255の範囲のIPアドレスのことで、理論値で最大16,581,375個割り当て可能）という大量のIPアドレスがソフトバンク傘下のBBテクノロジーに分配されたことについて疑問を呈するメールが投稿された。そのときは「ソフトバンクは大量にIPアドレスを使っている、APNICは太っ腹だ」程度の認識であったが（このIPアドレスを割り当てたのはAPNIC）、翌3月にJPNICのIPアドレス担当理事である前村昌紀が日経BP上で 「IPアドレス枯渇問題は依然として存在するが以前の観測よりは増加ペースが落ちており、APNICが処理したことではあるが、126.0.0.0/8割り当ては妥当であった」という旨の発言をしたため事態は一変、JANOG-ML上で今までIPアドレスを出し渋っていたJPNICに対して一斉に批判がなされた。これらの批判は、一方でIPアドレス枯渇問題によるIPアドレスの回収を行っていながら、もう一方で、JPNICが管理するIPアドレス（2005年2月段階で29,067,520個）の過半数のIPアドレスを割り振ったことに対する矛盾を問う批判である。それまで、比較的自由に取得できていたIPアドレスが、プロバイダ経由かつ限定的にしか取得できなくなったことに対する不満が、騒ぎをより大きくした。
当時JPNICは、組織改組に伴い管理を一元化するとともに、IPアドレス枯渇問題に対応するために、/24などの単位で必要以上に分配されていたIPアドレスを回収するとともに、新規割り当て条件の厳格化をしていた。このIPアドレスの回収に伴って、分配されるIPアドレスの数の減少と回収されるIPアドレスの数の増加による相乗効果で、全体としての分配済みのIPアドレスの増加ペースが落ちているように見えていた。

## APNICとJPNICの見解
APNICおよびJPNICは、以下の見解を公表している。
- IPv4のIPアドレスの枯渇
  - APNICが持つIPv4アドレス在庫が2011年4月15日に/8ブロック換算で1ブロック未満になったため、従来のポリシーによるIPv4アドレスの割り振りは終了した。最後の1ブロックは、新規参入者によるIPv4の利用と、既存ネットワークの安定運用、IPv6への移行のために割り振りを行う。今後の割り振りは、最大「1会員（新規および既存）につき、/22を1ブロック」という非常に限定された割り振りを行う。
- インターネットサービスの継続性
  - 新規のIPv4アドレス分配は原則としてできないことを前提に、IPv6の利用を拡大することが唯一の長期的な対策である。

注 : JPNICは、独自にはIPv4アドレスを持たず、APNICからの割り振りを仲介している。そのため、JPNICの管理下におけるIPアドレスの移転を除けば、APNICと同様に、「1会員（新規および既存）につき、/22を1ブロック」という非常に限定された割り振りしかできなくなる。

## IPv6の採用
現在、アドレス空間の桁数を増大させたIPv6が普及しつつある。詳細はIPv6の項を参照。
しかしながら、移行する方式によって、問題点がいくつかある。なお、IPv6の導入方式は、プロバイダおよびネットワークの接続経路に依存するため、エンドユーザが自由に選択することはできない（一部の例外を除く）。

## IPv4アドレス移転制度
休眠中のIPv4アドレスの有効活用を目的として、事業者間のIPv4アドレスの使用権の譲渡に関するポリシーの見直しが行われ、2011年8月1日からIPv4アドレス移転制度を施行した。
JPNICで、実施されている内容は、以下のとおりである。
- 移転できるアドレスの種類
  - JPNICが管理するIPv4アドレス
    - IPアドレス管理指定事業者（以下、指定事業者）へ割り振られているPAアドレス（プロバイダ集成可能アドレス）
    - 特殊用途用プロバイダ非依存アドレス（以下、特殊用途用PIアドレス）
    - 歴史的経緯を持つプロバイダ非依存アドレス（以下、歴史的PIアドレス）
- 移転元の資格
  - JPNICと契約締結している組織（指定事業者、特殊用途用PIアドレス割り当て先組織、歴史的PIアドレス割り当て先組織）
- 移転先の資格
  - JPNICと契約締結している組織、または新たにJPNICと契約予定の組織（JPNICと契約締結していない組織でも、移転手続きと併せて、新たにJPNICと契約締結することにより、移転を受けることができる）
- 移転できるアドレスの最小単位
  - /24（/24より小さいサイズのブロックを移転することはできない）

しかしながら、これまでの経緯からすると、日本国内における該当するIPv4アドレスの使用権の保持者は、未使用のIPv4アドレス空間を提供する意思がほとんどない。IPv4アドレスが枯渇し、必要になった時に追加取得することが困難になった現在では、この傾向はより強くなっている。JPNICが、2004年から2006年にかけてInterNICやJNICから割り振られた歴史的PI (Provider Independent) アドレスの割り振り先組織の明確化を行った際に、既に休眠中のIPv4アドレスの回収を行っている。（105組織319,488個のIPv4アドレスを回収）。その後、日本国内でIPv4アドレスの使用権の保持するためには、JPNICが認定した指定事業者（プロバイダ）から有償で借り受けるのが一般的であり、IPv4アドレスを保持し続けるとコストがかかるようになった。そのため、使用計画のない休眠中のIPv4アドレスは、ほとんどない状態になっている。
JPNICの管轄外からのIPv4アドレスの供給元として、歴史的背景から休眠中のIPv4アドレス空間を多く抱えているARIN（北米地域担当の地域インターネットレジストリ）が期待されるが、ARINは、地域インターネットレジストリ間でのIPv4アドレス空間の移転に否定的であった。しかし、2013年6月3日以降は、JPNICだけでなくAPNICやARINの管理下にあるIPv4アドレスも移転可能となり、2014年4月30日には世界初のRIR間のIPv4アドレス移転がARIN内の利用者からAPNIC配下のJPNIC管理下の利用者に行われた。
実績としては、IPv4アドレス移転制度が開始された2011年8月1日 - 2012年6月末までの11か月で、移転されたIPアドレスはたった30件しかない。傾向としては資本関係があるグループ企業間の移転か、エンドユーザからそこが利用しているISPやホスティング業者への移転が多い。

## 関連書籍
- 大元隆志『IPv4アドレス枯渇対策とIPv6導入』リックテレコム社、2009年。ISBN 978-4-89797-830-7。